# Hirtodrosophila longicorpata
Hirtodrosophila longicorpata är en tvåvingeart som först beskrevs av Hajimu Takada och Momma 1975.  Hirtodrosophila longicorpata ingår i släktet Hirtodrosophila och familjen daggflugor. Inga underarter finns listade i Catalogue of Life.